# Луоти, Мира
Мира Анна Мария Луоти (фин. Mira Anna Maria Luoti; род. 28 февраля 1978 года, Пори, Финляндия) — c конца 2002 года основательница и одна из вокалисток в финской поп-группе PMMP, поэтесса. В настоящее время живёт в Хельсинки.